# Gigantengrab von Bidil ’e Pira

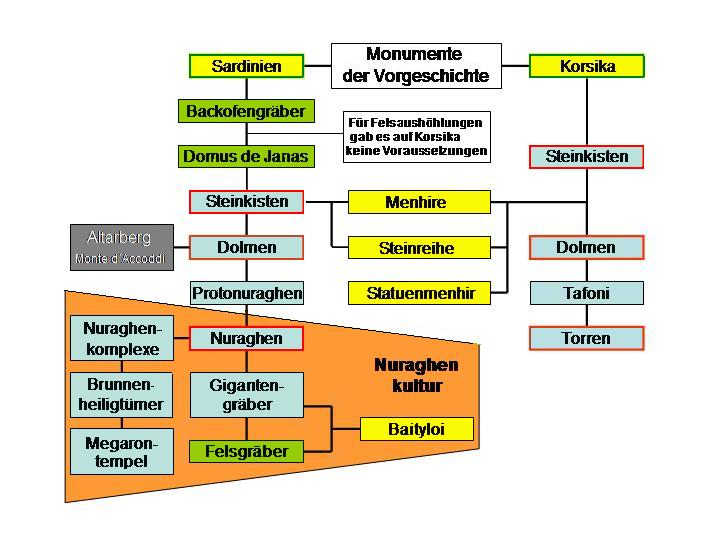
Typenreihe sardisch-korsischer Monumente

Das Gigantengrab von Bidil ’e Pira bei Paulilatino in der Provinz Oristano auf Sardinien ist in keinem guten Zustand. Die in  Sardu Tumbas de sos zigantes und (italienisch Tombe dei Giganti) (plur.) genannten Bauten sind die größten pränuraghischen Kultanlagen Sardiniens und zählen europaweit zu den spätesten Megalithanlagen. Die 321 bekannten Gigantengräber sind Monumente der bronzezeitlichen Bonnanaro-Kultur (2200–1600 v. Chr.), die Vorläuferkultur der Nuragher ist. Baulich treten Gigantengräber in zwei Varianten auf. Die Anlagen mit Portalstelen und Exedra gehören zum älteren Typ. 
In situ befindet sich nur die Reste der trapezoiden, Zentralstele, die als Unterteil erhalten ist. Das Fragment der oberen Hälfte liegt in der Kammer. Von der Exedra ist praktisch nichts erhalten. Die schlecht erhaltene Kammer ist mit vertikal im Boden steckenden Platten gebaut und wurde mit Stürzen gedeckt, wie sie an einigen Stellen noch in situ zu sehen sind. Geht man von den Überresten aus, muss das Grab sehr groß gewesen sein.

## Typenfolge
Baulich treten Gigantengräber in zwei Varianten auf. Die Anlagen mit Portalstelen und Exedra gehören zum älteren nordsardinischen Typ. Bei späteren Anlagen besteht die Exedra statt aus monolithischen Stelen, aus einer in der Mitte deutlich erhöhten Quaderfassade aus bearbeiteten und geschichteten Steinblöcken. Das Gigantengrab von Bidil ’e Pira gehört zur Gruppe mit Portalstele.
In der Nähe liegt das Gigantengrab von Perdu Pes und das Gigantengrab von Goronna.